# LUPUS – Institut für Wolfsmonitoring und -forschung in Deutschland
LUPUS – Institut für Wolfsmonitoring und -forschung in Deutschland ist eine Forschungseinrichtung mit Sitz in Spreewitz. Sie wurde im Januar 2003 als Wildbiologisches Büro LUPUS von den Biologinnen Gesa Kluth und Ilka Reinhardt gegründet und wird bis heute (2019) von ihnen geleitet. Hauptarbeitsgebiet ist die wissenschaftliche Begleitung und Erforschung der natürlichen Wiederbesiedlung Deutschlands durch den Wolf. LUPUS arbeitet im Auftrag des Sächsischen Staatsministeriums für Umwelt und Landwirtschaft und wird unterstützt unter anderem von dem Bundesamt für Naturschutz, dem Geschäftsbereich Bundesforst der Bundesanstalt für Immobilienaufgaben und der International Fund for Animal Welfare (IFAW).

## Arbeitsgebiete
Das Wildbiologische Büro LUPUS hat unter anderem im Auftrag des Bundesamtes für Naturschutz (BfN) das „Fachkonzept für ein Wolfsmanagement in Deutschland“ erarbeitet. Es organisiert und leitet federführend das Wolfsmonitoring in Sachsen und im Süden Brandenburgs sowie in Sachsen-Anhalt.
Die wissenschaftlichen Arbeiten des Büros zum Wolf umfassen unter anderem die Bestandserfassung, zum Beispiel mittels Fotofallen, das Spurenmonitoring, die Telemetrie, Nahrungsanalysen sowie genetische Untersuchungen. Seit 2003 wurden Wölfe in der Lausitz mit Halsbandsendern ausgestattet, um Reviernutzung, Lebensweise und Ausbreitung zu erforschen, seit 2006 wird in einer vom Bundesamt für Naturschutz finanzierten Pilotstudie mit Hilfe der GPS/GSM-Telemetrie das Abwanderungsverhalten junger Wölfe untersucht. Im Januar 2011 wurde das Projekt auch auf Sachsen-Anhalt ausgedehnt.
Weiterhin betreibt LUPUS zusammen mit anderen Einrichtungen die fachliche Aufklärung der Bevölkerung. Die Integration der Wölfe in ihren Lebensraum und ihre Akzeptanz bei der Bevölkerung werden unterstützt. Die Beratung von Betroffenen in der Landwirtschaft, wie beispielsweise Schafzüchter, und die Vor-Ort-Termine bei der Bevölkerung sollen die Angst vor dem Wolf mindern und eine "friedliche Koexistenz zwischen Wolf und Mensch" im Sinne der Large Carnivore Initiative for Europe ermöglichen.

## Rezeption
Die Arbeit von LUPUS wird in den Medien regelmäßig thematisiert. Bei vielen Weidetierhaltern und einem Teil der Jägerschaft stößt die Rückkehr des Wolfes auf Ablehnung, die sich auch gegen die Mitarbeiterinnen des Institutes richtet.